# Nàstia Kaménskikh
Anastassia Oleksíïvna Kaménskykh (en ucraïnès: Анастасі́я Олексі́ївна Каме́нських, transcrit: Anastassia Oleksíïvna Kaménskykh). Coneguda artísticament com a Nàstia Kaménskykh (en ucraïnès: Настя Каменських), és una cantant ucraïnesa de r'n'b, pop i balades nascuda a Kíiv el 4 de maig del 1987. Canta principalment en rus.
Va anar a viure a França quan tenia 5 anys, i posteriorment a Itàlia als 7 anys. A Ucraïna va fer els seus estudis musicals. Actualment estudia a la Universitat Americana de Kíiv.
El 2004 va guanyar el festival Tàvria Games, com també els UBN Awards a Londres. Des d'aleshores treballa per Motor Music (organitzador del festival) i Empire Label. Habitualment fa duets amb l'altra estrella de la companyia Alexei Potàpenko (Potap). Però també fa col·laboracions amb la resta dels grups d'Empire Label: New'Z'Cool, Queen $, Ugo, XS, Oncle Vàdia

## Discografia
Fins ara han registrat 6 CDs pels mercats rus i ucraïnès i hi treballen en el 7è, que hauria de sortir a la tardor del 2009.
```
* 2007 — «На другой волне» En una altra ona
* 2007 - «Империя» Imperi
* 2008 - «Икра» Caviar
* 2008 — «Не пара» No fem parella 
* 2008 — «Мы богаче…» Som rics ...
* 2009 - «На районе» Al barri
```

Cançons sense disc
```
* Україна-Юля (juntament amb 
Queen$
) Ucraïna Júlia (
cançó de caràcter polític
) 
```

ИМПЕРИЯ (2007)
```
* ЦУНАМИ
* НЕПАРА
* КРЕПКИЕ ОРЕШКИ
* МИПЕРИЯ
* ОЗЕРО СЛЕЗ
* РАЗГУЛЯЙ
* ГРУСТНАЯ ПЕСНЯ
* А У НАС ВО ДВОРЕ
* БЕЗ ТВОЕЙ ЛЮБВИ
* В НАТУРЕ
* ВНАТУРЕ
* ВОЛАНЧИК
* ВОТ И ВСЕ
* КРЕПКИЕ ОРЕШКИ
* ЛИЛ ДОЖДЬ
* МОЖЕТ БЫТЬ
* НЕПРАРА (КЛИП ВЕРСИЯ)
* GOLD-MUSIC
* ОТПУСТИ ЕЁ
```

Не Пара (Versió russa del 2008)
```
* Интро (яфшоке!) Presentació d'
Empire Label
 
Imperia

* Икра Caviar negre, caviar vermell
* Крепкие Орешки
* Не Пара No fem parella
* Друзья (també Любэ) Amics
* Николай Nikolai
* В Натуре És natura (
referit a la naturalesa humana
))
* Щелкни Пальцами Petant els dits
* Знаешь Saps
* Хуторянка
* Лил Дождъ
* Почему Perquè
* Чужой В Моей Постели
* Без Любви Sense amor
* А У Нас Во Дворе
* Хит Из Двух Нот Tocar dues notes
```

На районе (Versió russa del 2009)
```
* Я помню Recordo
* На районе A l'àrea
* Ты предала меня Tu m'enganyes
* Я бы забыла всё T'ho hauria oblidat tot
* Уходи Anar 
* Клуб Club 
* Ты помнишь T'enrecordes
* Я никогда тебя не забуду Mai no oblidaré
* Фея 
* Икра Caviar negre, caviar vermell
* Друзья Amics 
* Николай Nikolai 
* Чужой 
* Без любви Sense amor
* Разгуляй Razgulai
* Петя 
* Иее 
* Крепкие орешки De rosegar
* Уходи Comiat
```

## Curiositats
- De Разгуляй n'existeixen 2 versions. A la versió original Nàstia respon a Potap en anglès a l'estrofa. Al CD Не пара (2008) diu la mateixa frase però en rus.
- A Не пара tant una frase com diverses paraules les canta en italià.